# 8047 Akikinoshita
8047 Akikinoshita este un asteroid din centura principală, descoperit pe 31 ianuarie 1995, de T. Kobayashi.